# Detroit Plaindealer
Detroit Plaindealer (1883-1894), également connu sous le nom The Plaindealer, était un journal américain au service de la communauté afro-américaine et publié à Detroit, dans le Michigan. Depuis 2020, l'ancien siège du journal possède un repère historique au 1114 Washington Boulevard, dans le Capitol Park Historic District (en).

## Histoire
Le journal est fondé par les frères Benjamin Pelham (en) et Robert Pelham Jr. (en), Walter H. Stowers et William H. Anderson et présenté comme « le premier journal afro-américain de Detroit »,,. Les informations qu'il diffusait incluaient des activités abolitionnistes. Il concernait les communautés afro-américaines du Midwest,. Il a permis la mise en relation d'hommes d'affaires, de politiciens et de fonctionnaires du gouvernement avec de représentants des droits civiques afro-américains au sein de la communauté de Detroit. Meta E. Pelham (en) y a travaillé comme journaliste. En 1892, le journal est publié à Detroit et à Cincinnati.
Le Detroit Plaindealer cesse de paraître en 1894 en raison de difficultés financières. L'ouvrage The Afro-American Press and Its Editors (1891) présente le journal et ses employés.